# George Savalas
George Demosthenes Savalas, född 5 december 1924 i New York i New York, död 2 oktober 1985 i Westwood i Los Angeles, Kalifornien, var en amerikansk skådespelare av grekisk börd. Han spelade sergeant Stavros i TV-serien Kojak. Han var bror till Telly Savalas.

## Fotnoter
1. 1 2  Find a Grave, Find A Grave-ID: 5442, läs online, läst: 9 oktober 2017.[källa från Wikidata]